# Lossa (Mulde)
Die Lossa ist ein kleiner Fluss in Sachsen und Nebenfluss der Mulde.

## Name
Im Jahr 1500 wurde das Gewässer erstmals schriftlich erwähnt (an der Losse). Der Name leitet sich wahrscheinlich vom slawischen Wort *los für 'Elch' ab und bedeutet „Bach, Siedlung, wo es Elche gibt“.

## Verlauf
Die Lossa entspringt östlich des Wurzener Ortsteiles Kühren. Der Lossabach, als Zufluss zur Lossa, entspringt östlich des Ortes Ochsensaal (zu Dahlen). In der Nähe des Lossataler Ortsteiles Müglenz mündet der Lossabach in die Lossa. Die Lossa fließt dann Richtung Nordwesten weiter durch Hohburg, südlich an den Hohburger Bergen vorbei, durch den gleichnamigen Ort Lossa und durch Thallwitz. Ursprünglich wurde der kleine Fluss von der Hauptbahn Halle–Eilenburg–Guben überbrückt, floss durch Kültzschau und mündete im Nordwesten von Eilenburg-Ost in die Mulde. Er wurde 1924 aufgrund der Errichtung der Nebenbahn Wurzen–Eilenburg circa zwei Kilometer südlich der alten Mündung in den Fluss geleitet. Die daraufhin überflüssig gewordene, 76 Meter lange Eisenbahnbrücke wurde daraufhin abgerissen und ihre Pfeiler mit einem Bahndamm überbaut. Die Lossastraße in Eilenburg-Ost liegt im ehemaligen Verlauf der Lossa und ist entsprechend nach dem Flüsschen benannt, zu dem sie heute keinen räumlichen Bezug mehr hat.
In Thallwitz wird der Bach durch ein kleines Wehr gestaut, so dass dort der Herrenteich entsteht.